# San Leone I

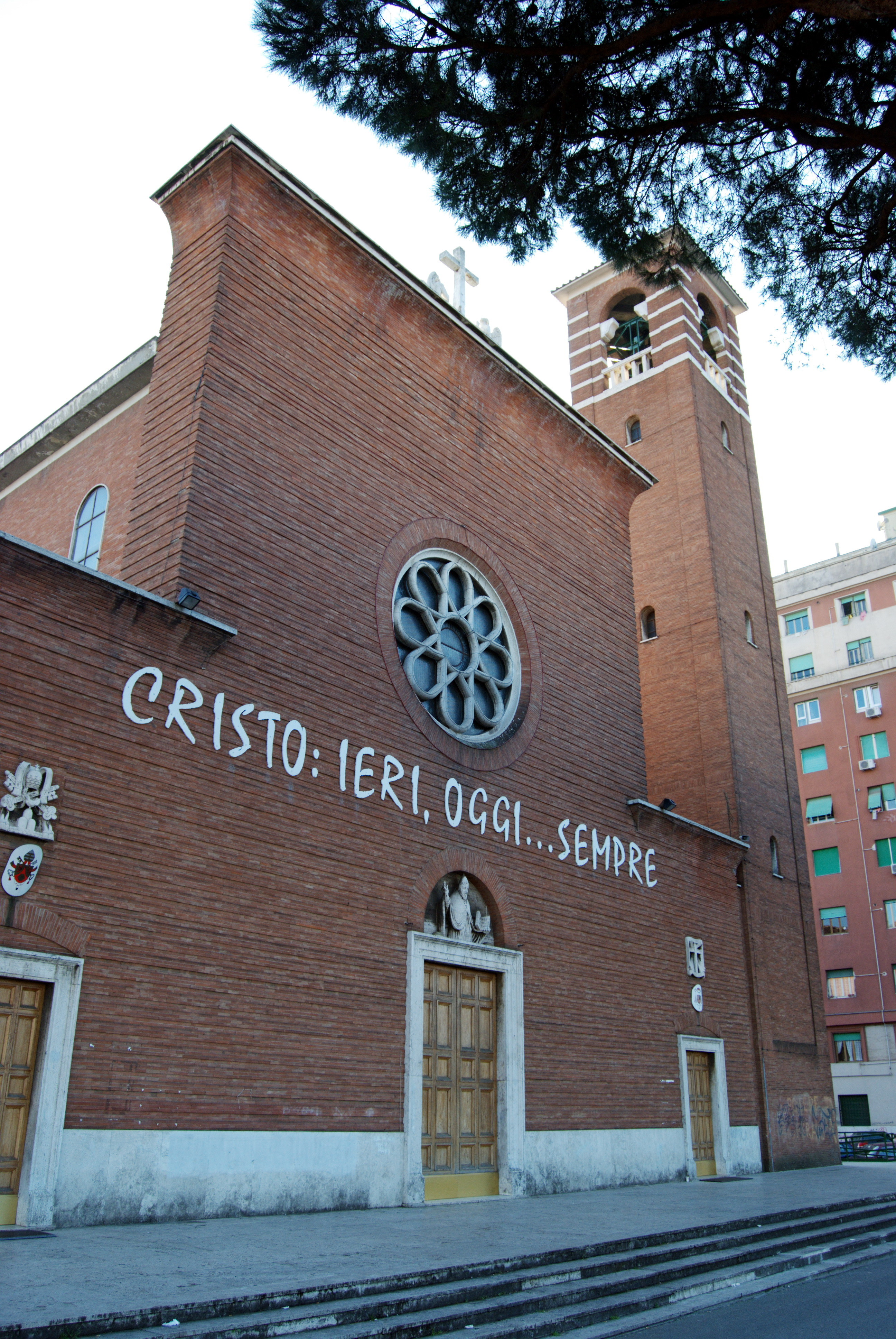
Vista da fachada.

San Leone I, conhecida também como San Leone Magno al Pigneto, é uma igreja de Roma localizada na Via Prenestina, 104, no quartiere Prenestino-Labicano. É dedicada ao papa São Leão I. O cardeal-presbítero protetor do título cardinalício de São Leão I é Sergio Obeso Rivera, arcebispo de Xalapa, no México.

## História

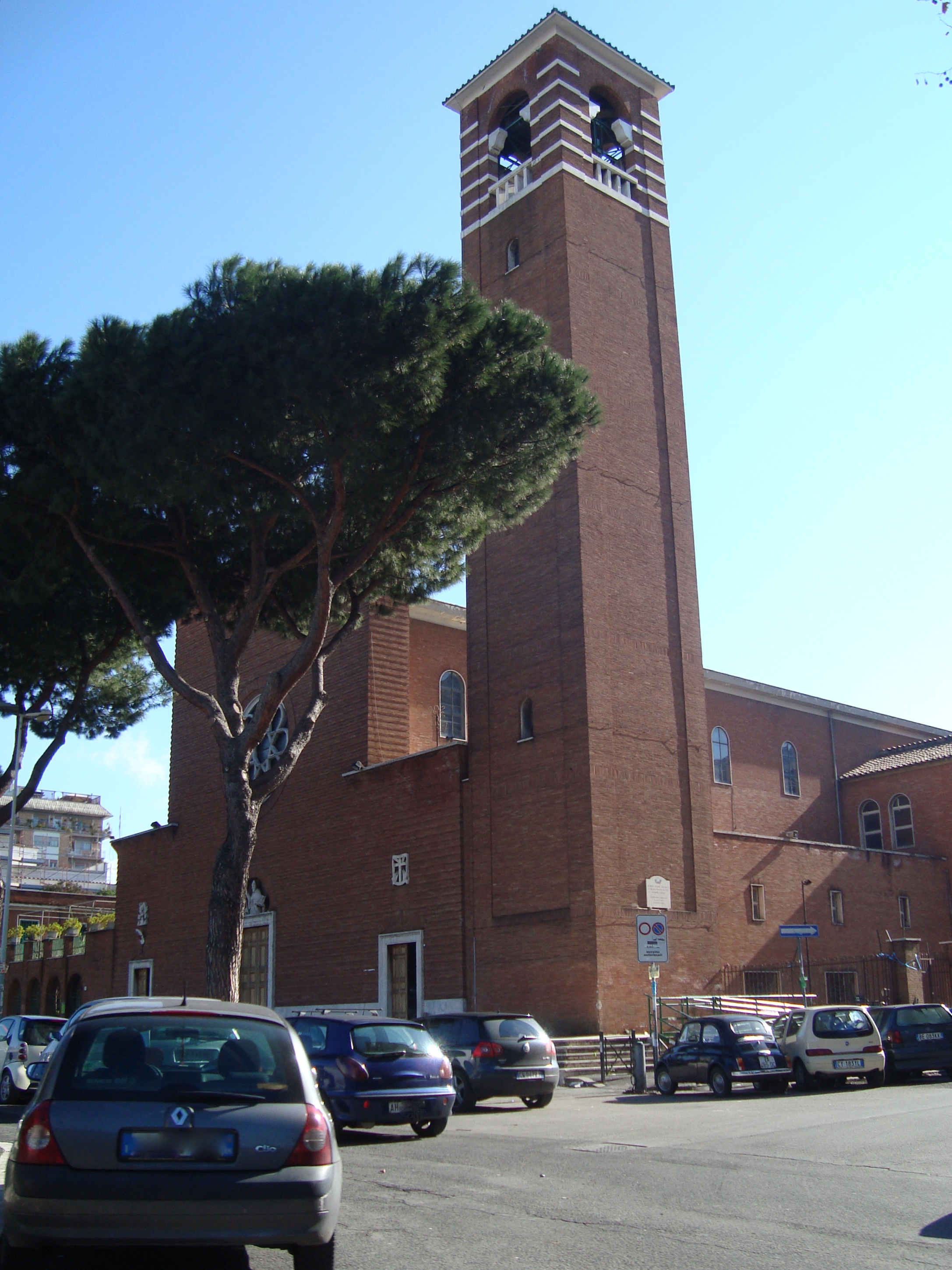
Vista posterior destacando o campanário.

Esta igreja foi construída com base num projeto do arquiteto Giuseppe Zander entre 1950 e 1952. Ela é a sede de uma paróquia homônima, instituída em 7 de outubro de 1952 através do decreto "Tricesimo iam vertente" do cardeal-vigário Clemente Micara. Mais tarde, em 1965, a paróquia foi elevada pelo papa Paulo VI, através da constituição apostólica "Romanorum Pontificum morem", a sede do título cardinalício de São Leão I. O papa São João Paulo II a visitou em 17 de dezembro de 1989.

## Descrição
A fachada desta igreja é em tijolos com portais em travertino e está decorada com esculturas de Luigi Venturini; na parte superior está uma roseta. Em destaque está a inscrição em italiano "Cristo: Ieri, Oggi.... Sempre" ("Cristo: Ontem, Hoje .... Sempre").
O interior se apresenta em três nave separadas por colunas de cimento que sustentam o teto, cuja estrutura é de cimento também. Estão conservadas nesta igreja várias obras de arte do século XX, incluindo os mosaicos do arco triunfal e da abside representando o "Encontro de São Leão Magno com Átila" e os vitrais com os "Dez Mandamentos" de János Hajnal, um grupo em bronze no altar-mor representando a "Crucificação", de Venanzo Crocetti, uma "Virgem com o Menino", de Alfredo Biagini no altar da abside da esquerda e um "Sagrado Coração de Jesus, de Luigi Montanarini, e uma "Sagrada Família", de Gisberto Ceracchini, ambas no transepto.
Na cantoria à esquerda do presbitério está um órgão de tubos construído em 1954 pela Fratelli Ruffatti. Com transmissão elétrica, ele conta com dez registros em dois teclados e pedaleira.